# Colônia de Sarawak

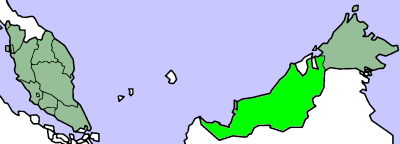
Localização de Sarawak

A Colônia de Sarawak foi uma colônia da coroa britânica na ilha de Bornéu; fundada em 1946, logo após a dissolução da Administração Militar Britânica, foi sucedida pelo estado de Sarawak através da formação da Federação Malaia em 16 de setembro de 1963.

## Etnias
Os dados atuais são retirados do censo de 1947; então a população totalizava 546 385 pessoas, das quais quase 4/5 (79,3%) eram ibans, chineses e malaios. No início do período colonial, 72% praticavam agricultura de subsistência, 13% trabalhavam em culturas comerciais e 15% eram trabalhadores assalariados.

## Demografia
Na fundação da colônia em 1947, Sarawak tinha uma população de 546 385. A população então aumentou para 588 390 em 1952, 631 431 em 1957 e 776 990 em 1962.

## Governadores
| Não. | Primeiro nome        | Começar                 | fim                    | Observação |
| ---- | -------------------- | ----------------------- | ---------------------- | --- |
| 1.   | Charles Arden-Clarke | 29 de outubro de 1946   | 26 de julho de 1949    | Primeiro governador da colônia. |
| 2.   | Duncan Stewart       | 14 de novembro de 1949  | 10 de dezembro de 1949 | Ele foi morto a tiros por Rosli Dhobi enquanto visitava Sibu em 3 de dezembro de 1949 e morreu uma semana depois, no dia 10 do mesmo mês. |
| 3.   | Anthony Abell        | 4 de abril de 1950      | 15 de novembro de 1959 | Originalmente, seu mandato duraria apenas três anos, mas depois foi estendido para 1959. Mais tarde, ele foi membro da Comissão Cobbold.  |
| 4.   | Alexandre Waddell    | 23 de fevereiro de 1960 | 15 de setembro de 1963 | Último governador de Sarawak. |